# 吳達可
吳達可（1541年—1621年），字叔行，號安節，南直隶常州府宜興縣（今江蘇省宜興縣）人，明朝政治人物。東林黨人，与顧憲成、高攀龍等講學于東林書院。

## 生平
萬曆元年（1573年）癸酉科應天府乡试第一百十五名举人，五年（1577年）丁丑科會試第一百二十九名，三甲五十三名進士，授浙江會稽縣，丁嗣母屠淑人艰，立貞裕祠以紀。服除，補江西上高縣，調繁豐城縣知縣，為官有名聲。萬曆十四年（1586年），選為湖廣道監察御史，巡盐河東，拜先賢祠，修復河東書院，表揚楊忠介之閭。曾經上疏請設立經筵勤學，并請萬曆帝與大臣、御史臺的官員面議政務，萬曆帝稱知道了。大學士趙志皐久疾請求歸鄉，沒有批准。吳達可上疏力勸趙志皐，稱其病老邁無能，應當罷免，萬曆帝沒有同意。萬曆二十八年正月，請求因始和布令，舉行皇長子冊立為皇太子、加冠婚娶的禮儀，選取內閣大臣，補充負責諫議的官員，撤除掌管礦稅的宦官使者，萬曆帝沒有給予答復。十七年兒子吳正志成進士，担任刑部主事，因弹劾給事中陳與郊，父子連坐謫官歸鄉。
家居十年，萬曆二十七年（1599年）他起任河南道監察御史，去長蘆視察鹽政。當年收成歉收，他繪成并敬上《饑民十四圖》，竭力請求賑濟。稅務使馬堂、張日華主張增加鹽稅，商人詭辯嘉靖中期大同用兵借走三萬六千金，請求從鹽稅中補給，戶部同意了請求。吳達可直言相爭，事情得以停辦。
之後掌管外地官員考核，巡視京營，萬曆三十年（1602年），任江西巡按御史，稅務官潘相毆打輔國將軍朱謀圮肢體，并並且拘禁宗人宗達，誣陷他們搶劫稅金，彈劾上饒知縣李鴻暗中主使。萬曆帝嚴厲斥責朱謀圮等人，免除李鴻官職。吳達可稱，“宗人無故遭到刑罰，又再加以斥責，將使宗室人人自身感到恐懼。李鴻無罪，不應當削職。希望盡快懲辦潘相罪行，恢復李鴻職位。”同為御史的湯兆京也極力陳述潘相的罪行，而且說遼東高淮、陝西梁永、山東陳增、廣東李鳳、雲南楊榮皆為元惡，是殘害民眾的官吏，不可存留一日。萬曆帝均不予聽從。李鴻是大學士申時行的女婿，萬曆十六年考中順天鄉試，被吏部郎中高桂所忌恨，過了七年后成為進士。此事上，李鴻同潘相相爭，以耿直剛強著稱。潘相又請求開發廣信銅塘山，採取大木，開發泰和斌姥山石膏，吳達可再次極力勸阻，內閣大臣也產生爭執，事情最終作罷。
回京后，他掌管河南道事務。協助溫純考察京都官吏，不久進言更改政要，懇請規勸內閣大學士沈一貫，奏折被留在宮中。奉命刷卷南京，便道歸鄉。萬曆三十三年，提升為太僕寺少卿。萬曆三十六年，又改為南京太僕寺卿。萬曆三十八年三月改任南京光禄寺卿。萬曆四十年四月，晉升為通政使。鎮撫史晉因罪罷免，上奏折誹謗朝廷官員，吳達可彈劾他，不久後者獲罪。隨後他進言請求糾正奏折的樣式，摒斥邪惡之徒等建議，得到萬曆帝讚許同意。萬曆四十一年六月，上疏請求歸鄉離去。天啓元年去世，年八十一，天啟二年，贈右副都御史。

## 家族
曾祖吴经，训导，封翰林院编修，以子吳儼贈礼部右侍郎。祖父吴儉，贈光禄寺署丞。嗣父吳駰。嗣母屠氏，旌表節婦。本生父吳騤，萊州府通判；本生母杭氏。重庆下。兄吴士遇（歲贡生）、吴梦熊（同科进士）、吴达礼（监生）、吴达聪（贡士）。弟达德、达義（监生）、达善、达观、达能。
一子吳正志，萬曆己丑進士，娶萬士和之女。两个女婿：建宁府通判于玉德、成都府推官王國傑。長孫吳洪亮，中舉人後而卒；次孫吴洪昌；季孫吳洪裕，萬曆乙卯舉人。

## 延伸阅读
[在维基数据编辑]
 《明史卷二百二十七》，出自《明史》

| 官衔        | 官衔                    | 官衔          |
| ----------- | ----------------------- | ------------- |
| 前任： 劉道 | 明朝上高縣知縣 萬曆年間 | 繼任： 閔宗舜 |